# Litang
Litang (chiń. 高城镇; pinyin Gāochéng Zhèn; tyb. ལི་ཐང་རྫོང li thang) – miejscowość i gmina miejska w południowych Chinach, w prowincji Syczuan, w tybetańskiej prefekturze autonomicznej Garzê, siedziba powiatu Litang. W 2000 roku gmina miejska liczyła 8790 mieszkańców. Miejscowość położona jest we wschodniej części Płaskowyżu Tybetańskiego, na wysokości ok. 4000 m n.p.m. Znajduje się w niej buddyjski klasztor Ganden Thubchen Choekhorling (zwany także Lithang Gompa) należący do szkoły Gelug.
Większość mieszkańców stanowią Tybetańczycy, w centrum miasta mieszka także napływowa ludność chińska Han i Hui. Znaczna część ludności chińskiej to żołnierze, policjanci i członkowie ich rodzin. W mieście znajdują się duże koszary Chińskiej Armii Ludowo-Wyzwoleńczej.
Co roku na początku sierpnia w Litangu odbywają się wyścigi konne połączone z festiwalem, ściągające przybyszów z całego Tybetu oraz zagranicznych turystów.
W przeciwieństwie do miejscowości leżących na terenie Tybetańskiego Regionu Autonomicznego, Litang, jako część Syczuanu jest otwarty bez ograniczeń dla zagranicznych turystów i wjazd do niego nie wymaga zezwolenia.

## Historia
W latach 50. XX w. Litang był głównym ośrodkiem antychińskich zrywów poprzedzających powstanie tybetańskie. W 1956 r. klasztor w Litangu został zbombardowany przez chińską Armię Ludowo-Wyzwoleńczą. Okolice Litangu były głównym terenem działania partyzanckiego ruchu „Cztery rzeki, sześć pasm górskich” (ang. Four Rivers, Six Ranges, tybet. Chushi Gangdruk).

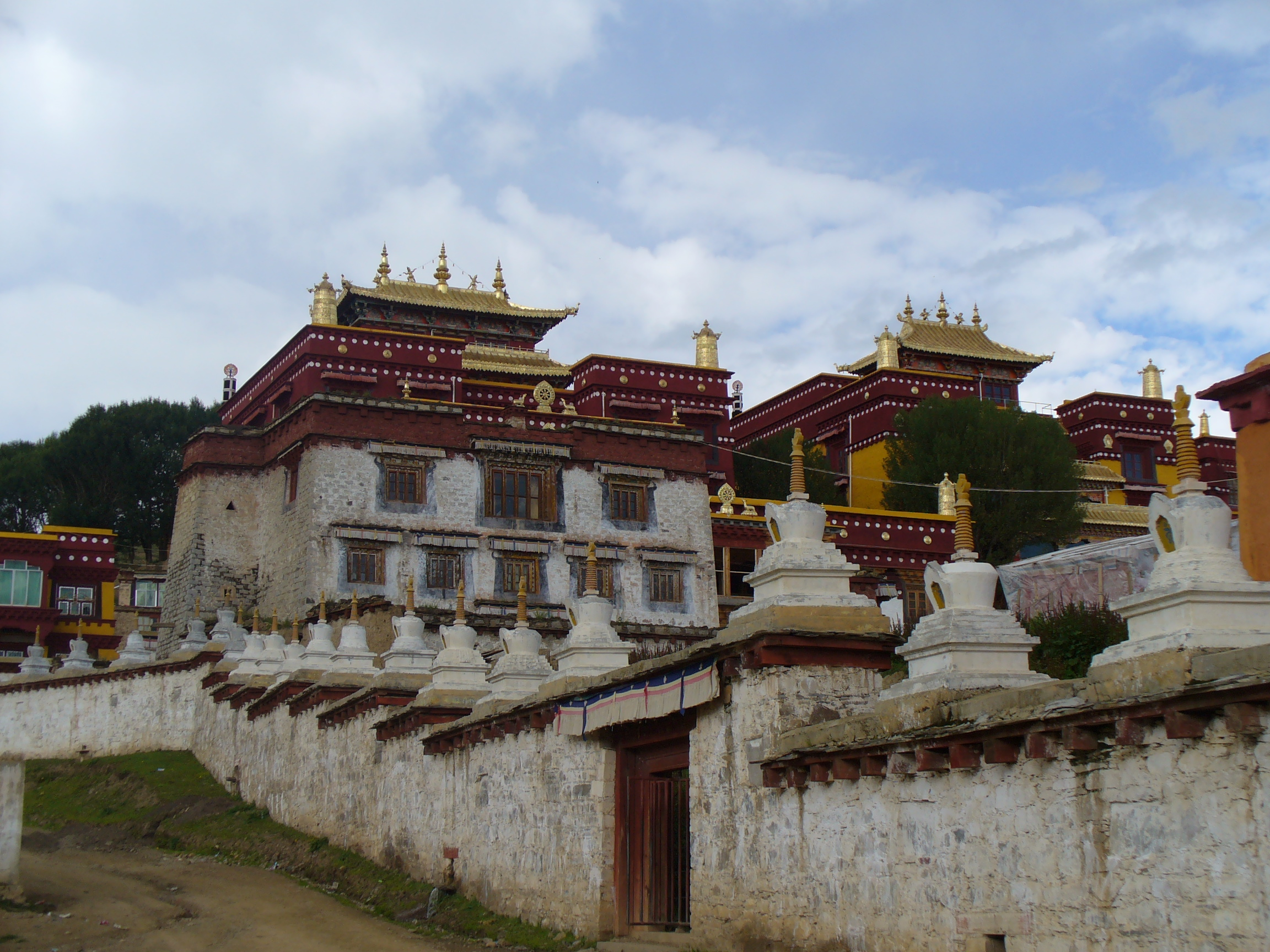
Klasztor w Litangu

## Obecna sytuacja
Litang jest jednym z najważniejszych ośrodków tybetańskiego oporu przeciwko chińskiej władzy. Regularnie dochodzi tam do protestów, prześladowań i aresztowań na tle politycznym.
Z Litangu pochodził cieszący się wielkim autorytetem mnich Tulku Tenzin Delek Rinpocze. W 2002 r. został on aresztowany pod fałszywym zarzutem dokonania zamachu terrorystycznego w Chengdu, a następnie skazany na śmierć wraz z rzekomym wspólnikiem, innym mnichem Lobsangiem Dhondupem. Lobsang Dhondup został stracony w 2003 r., a wyrok śmierci na Tenzina Deleka początkowo zawieszono na dwa lata, a następnie zamieniono na dożywotnie więzienie. Tenzin Delek Rinpocze zmarł w więzieniu w lipcu 2015 r.
W 2007 r. w trakcie dorocznego festiwalu miejscowy nomad Rongye Adrak wdarł się na mównicę i wzniósł hasła nawołujące do wolności dla Tybetu i powrotu Dalajlamy z wygnania. Jego aresztowanie wywołało zamieszki, po których doszło do fali kolejnych aresztowań i represji określanych jako tzw. „kampania edukacji patriotycznej”. W jej ramach chińskie władze m.in. zmuszają miejscowych Tybetańczyków, w tym buddyjskich mnichów, do publicznego odcinania się od Dalajlamy i jego potępiania.
W marcu 2008 r. w Litangu doszło do kolejnych protestów i aresztowań. Do kolejnych masowych protestów doszło w grudniu 2009 roku, po tym jak mieszkańcy próbowali złożyć petycję w sprawie ponownego procesu Tenzina Delka.